# Корнудо сундайський
Корнудо сундайський (лат. Batrachostomus cornutus) — вид дрімлюгоподібних птахів родини білоногових (Podargidae).

## Поширення
Вид поширений на Суматрі, Калімантані та дрібних сусідніх островах. Мешкає у тропічних та субтропічних дощових лісах і мангрових лісах.

## Опис
Птах завдовжки 23-28 см. Забарвлення мінливе, включає коричневий, сірий та білий кольори.

## Спосіб життя
Активний вночі. Живиться комахами та дрібними безхребетними. Гніздо будує у розвилці гілок. У гнізді одне біле яйце.